# Holger Frahm
Holger Frahm (* 8. April 1959 in Braunschweig ) ist ein deutscher theoretischer Physiker. Er ist Professor an der Leibniz-Universität Hannover.
Frahm studierte an der Universität Hannover, an der er 1984 sein Diplom machte (Chaos in magnetischen Systemen) und 1987 bei Hans-Jürgen Mikeska promoviert wurde (Chaos in einem getriebenen quantenmechanischen Spin-System). 1992 habilitierte er sich in Hannover und wurde dort danach Professor für theoretische Physik (2001 apl. Professor, 2004 W3-Professur).
Frahm befasst sich mit exakt integrablen Modellen der statistischen Mechanik in ein oder zwei Dimensionen und damit verbundenen Phänomenen (Quanten-Spinketten, nichtabelschen Anyonen, supersymmetrische Vertexmodelle), dem Hubbard-Modell und dem damit verwandten t-J-Modell, Störstellen in Gittern (Kondo-Modell, Anderson-Lokalisierung) und Quantenphasenübergängen.
1994 erhielt er den Gerhard-Hess-Preis der DFG und 1996 den Physik-Preis der Akademie der Wissenschaften zu Göttingen „für seine Arbeit zur Strukturbildung im Supraleiter und auf dem Gebiet der stark korrelierten, durch Quantenfluktuationen dominierten Festkörper“.
Er ist Chief Information Officer der Leibniz-Universität Hannover.

## Schriften
- mit Fabian H. L. Essler, Frank Göhmann, Andreas Klümper, Vladimir E. Korepin: The One-dimensional Hubbard model, Cambridge University Press 2005